# Zenkerella insignis
Zenkerella insignis é um gênero de roedor da família Anomaluridae. É a única espécie do gênero Zenkerella.
Pode ser encontrada nos Camarões, República Centro-africana e Gabão.